# Kosmos 89
Kosmos 89 – radziecki satelita telekomunikacyjny wysłany wraz z bliźniaczymi Kosmos 86, 87, 88, 90. Dwudziesty ósmy statek typu Strzała.
Satelita pozostaje na orbicie okołoziemskiej, które trwałość szacowana jest na 10 000 lat.